# Wish You Would
«Wish You Would» — второй сингл Ludacris с альбома Theater of the Mind. Песня была выпущена на ITunes 2 сентября, 2008 года. Песня была номинирована на Грэмми в категории как Лучшее вокальное рэп исполнение дуэтом или группой.

## Интервью
Ludacris and T.I. дали интервью на MTV.

Ludacris:
Я чувствовал, что это будет большим событием в хип-хопе мире в этот момент, мы же работали вместе с T.I.

T.I.:
Мы должны откинуть все разногласия и делать музыку
Ludacris сотрудничал в песне «On Top of the World» это сингл из шестого альбома TI’я, Paper Trail.

## Чарты
| Чарт (2008)                                       | Позиция |
| ------------------------------------------------- | ------- |
| U.S. Billboard Bubbling Under Hot 100 Singles     | 14      |
| U.S. Billboard Bubbling Under R&B/Hip-Hop Singles | 18      |